# Andrea Turazzi

Bischofswappen von Andrea Turazzi

Andrea Turazzi (* 24. August 1948 in Stellata, Provinz Ferrara) ist ein italienischer Geistlicher und emeritierter römisch-katholischer Bischof von San Marino-Montefeltro.

## Leben
Andrea Turazzi empfing am 27. Mai 1972 durch Erzbischof Natale Mosconi das Sakrament der Priesterweihe für das Erzbistum Ferrara.
Am 30. November 2013 ernannte ihn Papst Franziskus zum Bischof von San Marino-Montefeltro. Der Erzbischof von Bologna, Carlo Kardinal Caffarra, spendete ihm am 25. Januar des folgenden Jahres in der Kathedrale von Ferrara die Bischofsweihe; Mitkonsekratoren waren der Erzbischof von Ferrara-Comacchio, Luigi Negri, und der emeritierte Erzbischof von Ferrara-Comacchio, Paolo Rabitti. Die Amtseinführung im Bistum San Marino-Montefeltro fand am 2. März 2014 statt.
Am 3. Februar 2024 nahm Papst Franziskus seinen altersbedingten Rücktritt an.